# Регістр процесора
Регі́стр проце́сора — комірка швидкодійної внутрішньої пам'яті процесора, яка використовується для тимчасового збереження операндів, з якими безпосередньо проводяться обчислення, а також часто використовуваних даних з метою швидкого доступу до них. Крім того, в регістрах зберігається і додаткова інформація, потрібна процесору для функціонування (зокрема, поточний контекст процесора, адреса наступної команди тощо).
Процесори зазвичай містять від декількох до декількох сотень регістрів різного функціонального призначення.

## Фізична будова та реалізація
Регістри найчастіше реалізуються як масиви статичної пам'яті з довільним доступом (SRAM), хоча також можуть реалізовуватись на базі бістабільних комірок (тригерів), інших схемотехнічних рішень, придатних для реалізації швидких запам'ятовувальних пристроїв.

## Характеристики
Регістри характеризуються своєю розрядністю, тобто кількістю біт інформації, яка може в них розміщуватись (наприклад, 8-розрядний регістр, 64-розрядний регістр). 

### Особливі види регістрів
З погляду архітектури комп'ютера, під цим терміном розуміють лише набір тих регістрів, які доступні програмісту в рамках документованої програмної моделі процесора. Точніше такі регістри називають архітектурними. Наприклад, архітектура x86 визначає лише вісім 32-розрядних регістрів загального призначення, але процесор фактично містить набагато більше реальних апаратних регістрів. Така надлишковість потрібна для реалізації деяких мікроархітектурних оптимізацій швидкодії процесора (див. докладніше Паралелізм рівня команди).

## Класифікація
За функціональним призначенням регістри процесора поділяються на такі:
- Регістри даних — використовуються для збереження цілочисельних даних (див. нижче регістри рухомої коми). В деяких архітектурах, відомих як акумуляторні, такий регістр лише один.
- Адресні регістри — зберігають адреси (номери комірок) в пам'яті та використовуються в операціях з пам'яттю. Такі регістри іноді називаються індексними або базовими.
- Регістри загального призначення — можуть зберігати і дані, і адреси.
- Регістри рухомої коми — призначаються для зберігання даних для обчислень з рухомою комою.
- Регістри констант — зберігають константи (наприклад в RISC-архітектурах регістр з порядковим номером нуль зазвичай зберігає константу нуля).
- Векторні регістри — зберігають векторні дані та забезпечують векторні обчислення (наприклад, в мультимедійних розширеннях архітектури x86).
- Регістри спеціального призначення — зберігають внутрішню інформацію, необхідну для функціонування процесора (лічильник команд, вказівник стеку, регістр стану процесора тощо).

## Деякі приклади
У таблиці показано кількість регістрів загального призначення в декількох поширених архітектурах мікропроцесорів. Варто відзначити, що в деяких архітектурах використання окремих регістрів може бути ускладнене. Так, як SPARC та MIPS регістр номер 0 не зберігає інформацію і завжди зчитується як 0, а в процесорах x86 з регістром ESP (покажчик на стек) можуть працювати лише деякі команди.
| Архітектура         | Цілочисельних регістрів | FP регістрів | Примітки |
| ------------------- | ----------------------- | ------------ | --- |
| x86-32              | 8                       | 8            | |
| x86-64              | 16                      | 16           | |
| IBM System/360      | 16                      | 4            | |
| z/Architecture      | 16                      | 16           | |
| Itanium             | 128                     | 128          | |
| SPARC               | 31                      | 32           | Регістр 0 (глобальний) завжди занулений                                                                     |
| IBM Cell            | 4~16                    | 1~4          | |
| IBM POWER           | 32                      | 32           | |
| Power Architecture  | 32                      | 32           | |
| Alpha               | 32                      | 32           | |
| 6502                | 3                       | 0            | |
| W65C816S            | 5                       | 0            | |
| PIC microcontroller | 1                       | 0            | |
| AVR                 | 32                      | 0            | 4 старших регістри можуть об'єднуватися у 16-бітові пари, три з яких можуть використовуватися як вказівники |
| ARM 32-bit          | 16                      | varies       | |
| ARM 64-bit          | 31                      | 32           | |
| MIPS, RISC-V        | 31                      | 32           | Регістр 0 завжди занулений                                                                                  |